# Ганесан
Ганесан (нар. 24 квітня 1934 року) — індійський політик, який представляє виборчий округ Тіручіраппаллі Таміл Наду. 

## Біографія
Л. Ганесан народився 24 квітня 1934 року. Він - єдиний політик з часів незалежності, який представлений у Законодавчих зборах країни і Законодавчій раді. Ганесан приєднався до політики Дравіда Муннетра Каракам в юридичній школі. Він був ув'язнений за законом MISA. У 1965 році був керівником агітації проти гінді. Член Лок Сабхи.
У грудні 2006 року генеральний секретар Вайко «тимчасово» звільнив голову президії партії Л. Ганесана та заступника генерального секретаря Джінгі Н. Рамачандрана від усіх посад і обов'язків за потурання «антипартійній діяльності».
Після служби на посаді головного міністра Карунаніді він розійшовся з Калайгнаром та іншими лідерами Дравіда Муннетра Каракам і разом з Вайко, Джінгі Рамачандраном, Н. Каннаппаном і Нанджілом Сампатом сформував MDMK.